# Val de Virvée
Val de Virvée  est, depuis le 1er janvier 2016, une commune nouvelle du Sud-Ouest de la France, située dans le département de la Gironde, en région Nouvelle-Aquitaine, issue du regroupement des trois communes de Aubie-et-Espessas, Saint-Antoine et Salignac qui deviennent des communes déléguées.
Elle tire son nom de la Virvée, cours d'eau traversant le territoire.

## Géographie

### Localisation et accès
La commune fait partie de l'aire d'attraction de Bordeaux et de son unité urbaine. Elle faisait auparavant partie de l'unité urbaine de Saint-André-de-Cubzac absorbée par celle de Bordeaux selon la délimitation de 2020. Elle est membre de la Communauté de communes du Grand Cubzaguais et est située dans le Cubzaguais.
Val de Virvée se situe sur la voie ferrée de la Ligne Chartres - Bordeaux à 5 kilomètres au nord-est de Saint-André-de-Cubzac, à 30 kilomètres au nord de Bordeaux et à 21 kilomètres au nord-ouest de Libourne.
La RN10 de Bordeaux à Angoulême limite la commune à l'ouest.

### Communes limitrophes
Les communes limitrophes sont  Gauriaguet, La Lande-de-Fronsac, Marcenais, Marsas, Mouillac, Peujard, Saint-André-de-Cubzac, Saint-Genès-de-Fronsac, Salignac, Virsac et Vérac.
| Peujard               | Gauriaguet Marsas   | Marcenais                       |
| Virsac                | Val de Virvée       | Saint-Genès-de-Fronsac Mouillac |
| Saint-André-de-Cubzac | La Lande-de-Fronsac | Vérac                           |

### Climat
Pour des articles plus généraux, voir Climat de la Nouvelle-Aquitaine et Climat de la Gironde.
Historiquement, la commune est exposée à un climat océanique aquitain.  
En 2020, Météo-France publie une typologie des climats de la France métropolitaine dans laquelle la commune est exposée à un climat océanique et est dans la région climatique Aquitaine, Gascogne, caractérisée par une pluviométrie abondante au printemps, modérée en automne, un faible ensoleillement au printemps, un été chaud (19,5 °C), des vents faibles, des brouillards fréquents en automne et en hiver et des orages fréquents en été (15 à 20 jours).
Pour la période 1971-2000, la température annuelle moyenne est de 13,1 °C, avec une amplitude thermique annuelle de 14,5 °C. Le cumul annuel moyen de précipitations est de 890 mm, avec 12,3 jours de précipitations en janvier et 7,1 jours en juillet. Pour la période 1991-2020, la température moyenne annuelle observée sur la station météorologique la plus proche, située sur la commune de Saint-Gervais à 4 km à vol d'oiseau, est de 13,9 °C et le cumul annuel moyen de précipitations est de 824,9 mm,. Pour l'avenir, les paramètres climatiques de la commune estimés pour 2050 selon différents scénarios d’émission de gaz à effet de serre sont consultables sur un site dédié publié par Météo-France en novembre 2022.

## Urbanisme

### Typologie
Au 1er janvier 2024, Val de Virvée est catégorisée commune rurale à habitat dispersé, selon la nouvelle grille communale de densité à sept niveaux définie par l'Insee en 2022.
Elle appartient à l'unité urbaine de Bordeaux, une agglomération intra-départementale regroupant 73  communes, dont elle est une commune de la banlieue,,. Par ailleurs la commune fait partie de l'aire d'attraction de Bordeaux, dont elle est une commune de la couronne,. Cette aire, qui regroupe 275 communes, est catégorisée dans les aires de 700 000 habitants ou plus (hors Paris),.

### Risques majeurs
Le territoire de la commune de Val de Virvée est vulnérable à différents aléas naturels : météorologiques (tempête, orage, neige, grand froid, canicule ou sécheresse), inondations, mouvements de terrains et séisme (sismicité faible). Un site publié par le BRGM permet d'évaluer simplement et rapidement les risques d'un bien localisé soit par son adresse soit par le numéro de sa parcelle.
La commune a été reconnue en état de catastrophe naturelle au titre des dommages causés par les inondations et coulées de boue survenues en 1982, 1992, 1999, 2009 et 2021,.
Les mouvements de terrains susceptibles de se produire sur la commune sont des affaissements et effondrements liés aux cavités souterraines (hors mines) et des tassements différentiels. Par ailleurs, afin de mieux appréhender le risque d’affaissement de terrain, l'inventaire national des cavités souterraines permet de localiser celles situées sur la commune.

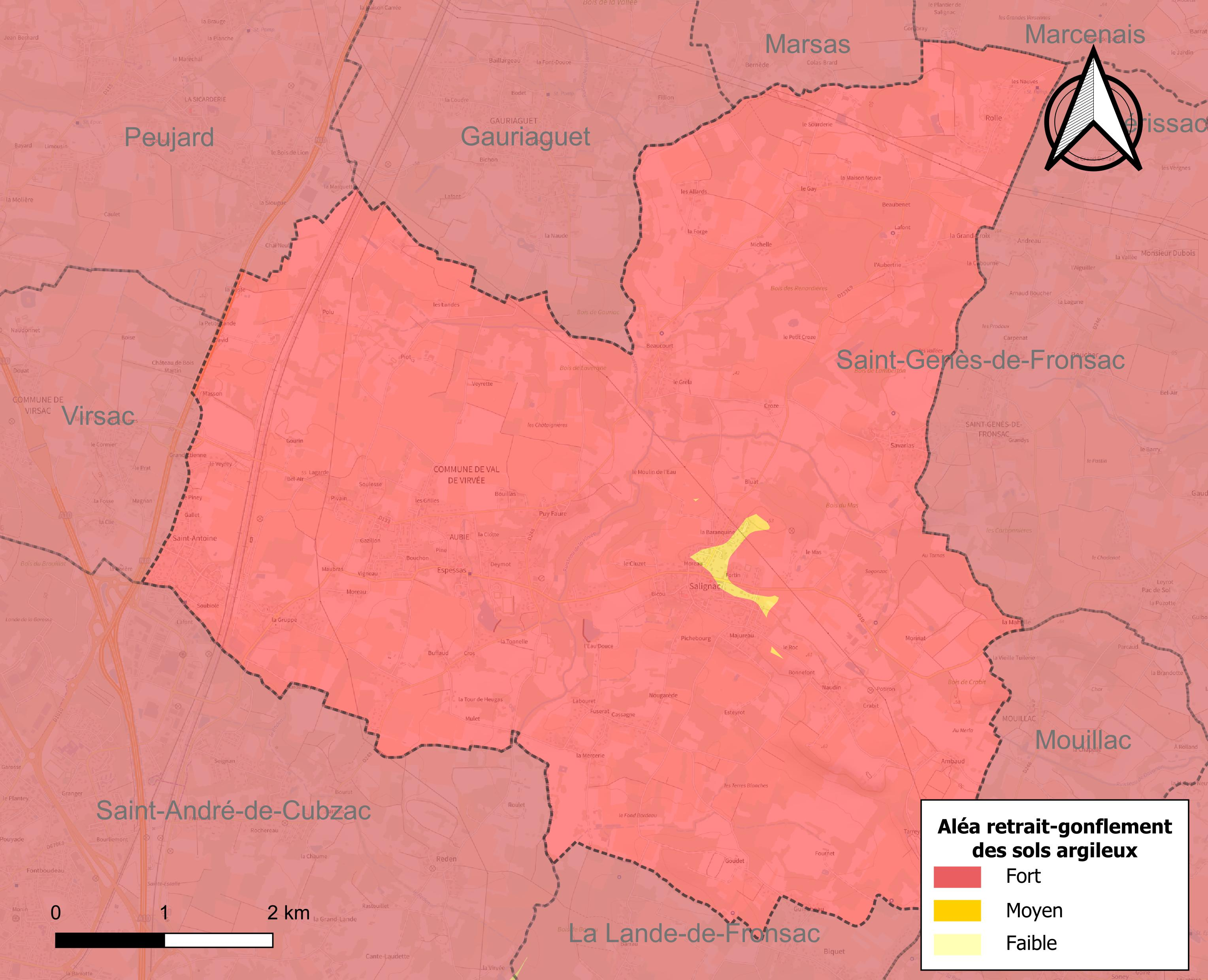
Carte des zones d'aléa retrait-gonflement des sols argileux de Val de Virvée.

Le retrait-gonflement des sols argileux est susceptible d'engendrer des dommages importants aux bâtiments en cas d’alternance de périodes de sécheresse et de pluie. La totalité de la commune est en aléa moyen ou fort (67,4 % au niveau départemental et 48,5 % au niveau national). Sur les 1 389 bâtiments dénombrés sur la commune en 2019, 1 389 sont en aléa moyen ou fort, soit 100 %, à comparer aux 84 % au niveau départemental et 54 % au niveau national. Une cartographie de l'exposition du territoire national au retrait gonflement des sols argileux est disponible sur le site du BRGM,.
Par ailleurs, afin de mieux appréhender le risque d’affaissement de terrain, l'inventaire national des cavités souterraines permet de localiser celles situées sur la commune.
Concernant les mouvements de terrains, la commune a été reconnue en état de catastrophe naturelle au titre des dommages causés par la sécheresse en 1989, 1991, 2002, 2003, 2005, 2011, 2012, 2015 et 2017 et par des mouvements de terrain en 1999.

## Histoire
Créée par un arrêté préfectoral du 11 décembre 2015, elle est issue du regroupement des trois communes de Aubie-et-Espessas, Saint-Antoine et Salignac qui deviennent des communes déléguées. Son chef-lieu est fixé à Aubie-et-Espessas.

## Politique et administration
Jusqu'aux élections municipales de 2020, le conseil municipal de la nouvelle commune était constitué de l'ensemble des conseillers municipaux des anciennes communes.
En 2020, le conseil municipal a été renouvelé sur un scrutin de liste. Il compte, entre autres, 3 maires délégués : Sylvie Loubat - maire déléguée de Salignac (LR), Jean-Paul Brun (LREM) - maire délégué de Saint-Antoine et Frédéric Pouffet (LREM), maire délégué de Aubie-et-Espessas.
| Période          | Période        | Identité           | Étiquette | Qualité                                                                          |
| ---------------- | -------------- | ------------------ | --------- | -------------------------------------------------------------------------------- |
| 1er janvier 2016 | 6 janvier 2016 | Sylvain Guinaudie  | PS        | Maire au moment de la fusion de la commune déléguée siège de la commune nouvelle |
| 6 janvier 2016   | 2020           | Armand Mercadier   | PRG       |                                                                                  |
| 2020             | En cours       | Christophe Martial | LREM      |                                                                                  |

| Nom                       | Code Insee | Intercommunalité | Superficie (km2) | Population (dernière pop. légale) | Densité (hab./km2) |
| ------------------------- | ---------- | ---------------- | ---------------- | --------------------------------- | ------------------ |
| Aubie-et-Espessas (siège) | 33018      | CC du Cubzaguais | 7,55             | 1 246 (2013)                      | 165                |
| Saint-Antoine             | 33371      | CC du Cubzaguais | 0,18             | 383 (2013)                        | 2 128              |
| Salignac                  | 33495      | CC du Cubzaguais | 13,04            | 1 666 (2013)                      | 128                |

## Population et société

### Démographie
L'évolution du nombre d'habitants est connue à travers les recensements de la population effectués dans la commune depuis sa création.

En 2022, la commune comptait 3 744 habitants, en évolution de +7,28 % par rapport à 2016 (Gironde : +6,91 %, France hors Mayotte : +2,11 %).
| 2018  | 2022  |
| ----- | ----- |
| 3 535 | 3 744 |

## Économie
La commune comporte sur son territoire la gare ferroviaire d'Aubie - Saint-Antoine.

## Culture locale et patrimoine

### Lieux et monuments
- Église Saint-Pierre de Salignac : église de style roman inscrite aux monuments historiques en 2005[23].

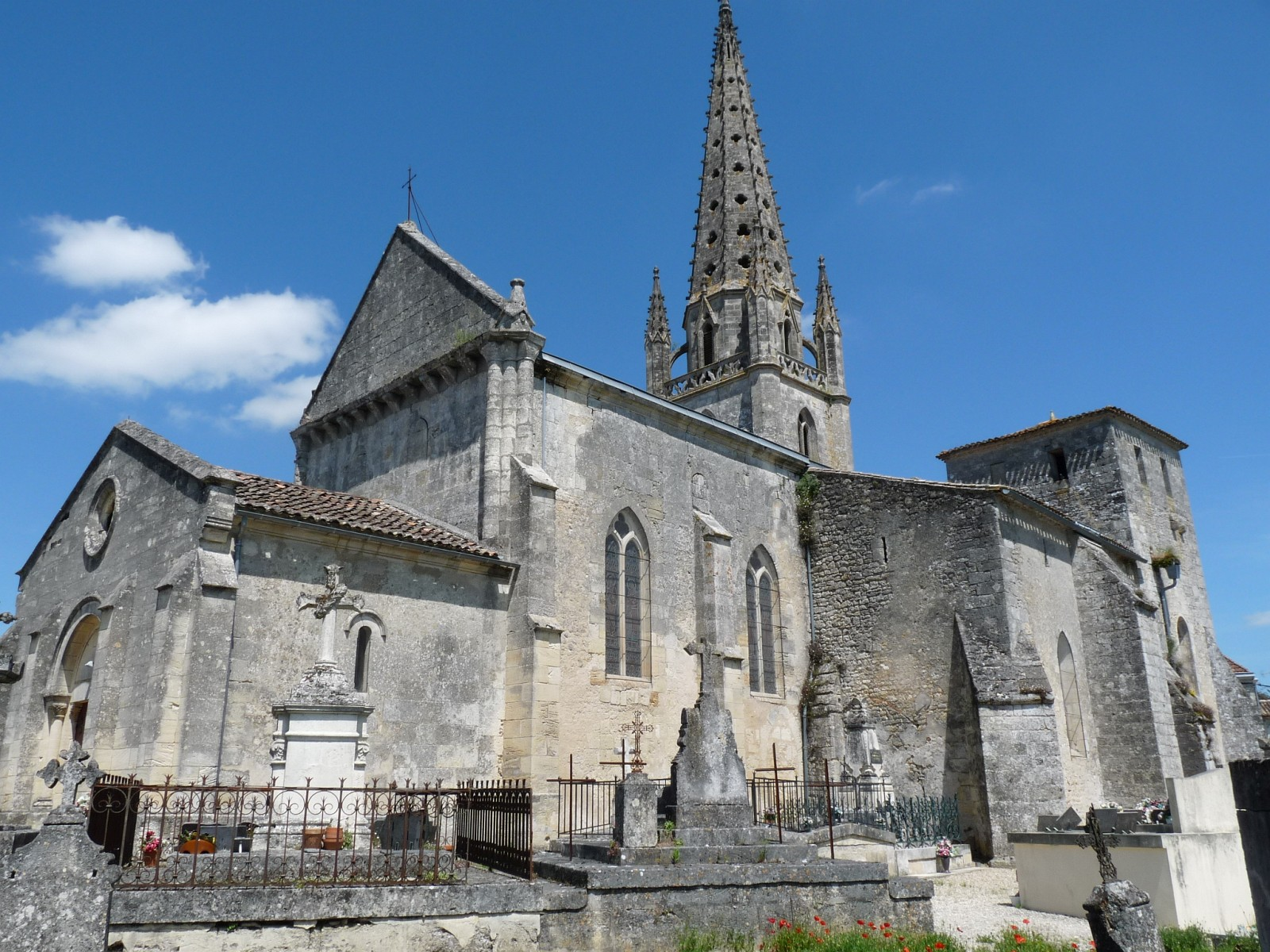
Église Saint-Pierre.
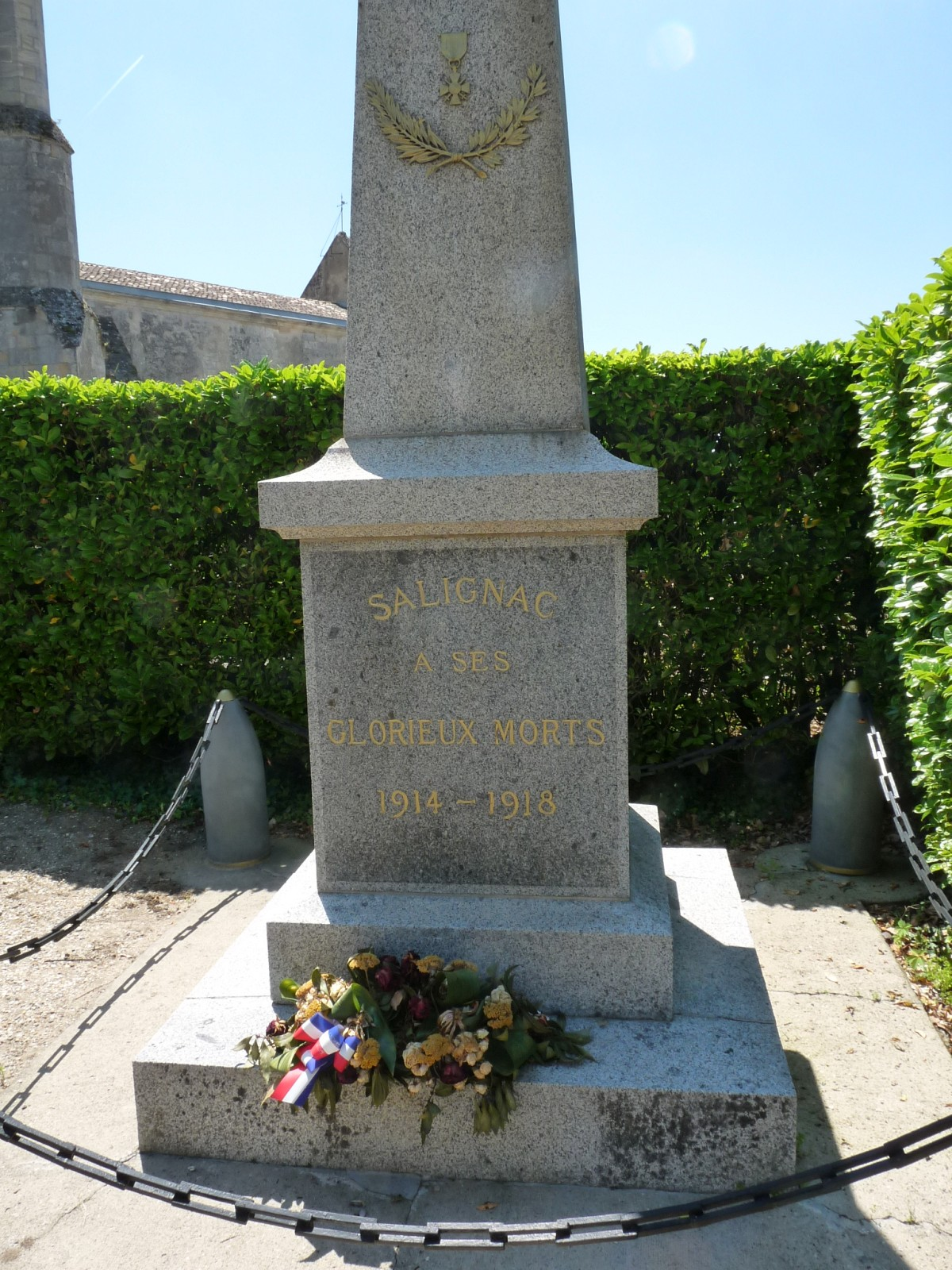
Monument aux morts.

- Église Saint-Pierre-ès-Liens d'Espessas

Église romane datant du XIIe siècle et fortifiée postérieurement. Elle présente une façade décorée de dentelures ou dents de scie dont la tablette repose sur une suite de modillons tangents. Léo Drouyn indique que « la façade est surmontée d'un clocher pignon moderne percé de deux baies pour les cloches ». On remarque sous le porche d'entrée du côté droit, un bénitier extérieur en pierre calcaire. La nef possède des arcades isolées à l'intérieur. L'abside est à pans coupés dont les colonnes montent jusqu'à la corniche et dont les murs ont été surélevés pour la défense. « Elle a échappé aux architectes restaurateurs du XIXe siècle et conserve donc encore une très forte identité romane », indique Bernard Larrieu. Le maître-autel est en bois et le retable en pierre ; ils datent du XVIIIe siècle et sont classés Monuments Historiques à titre d'objet par arrêté du 30 juillet 1970. La cloche en bronze date de 1556, elle a été classée Monument historique à titre d'objet par arrêté du 12 octobre 1942. L'église est inscrite à l'Inventaire des monuments historiques par arrêté du 3 novembre 1925.

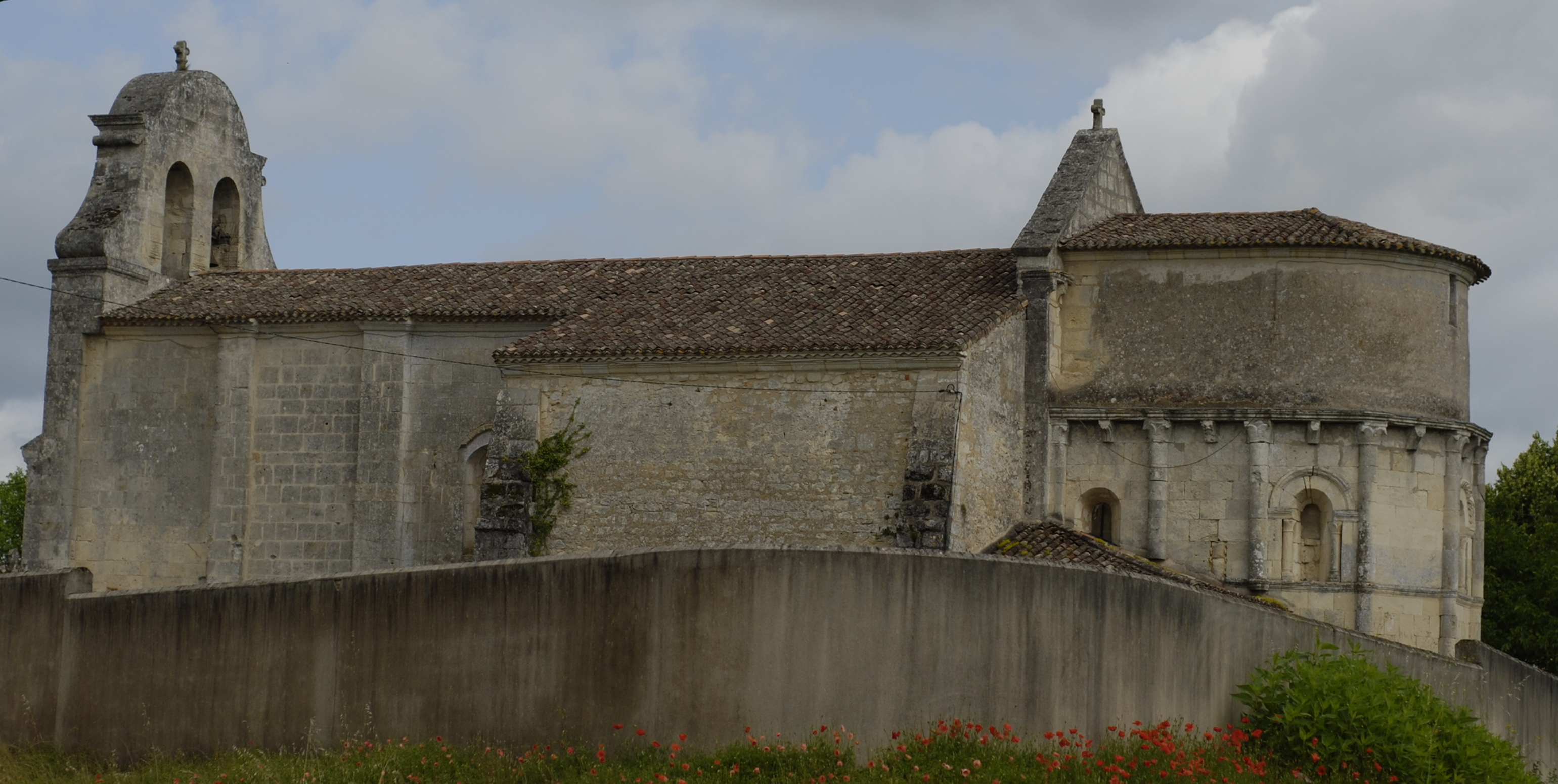
L'église Saint-Pierre.
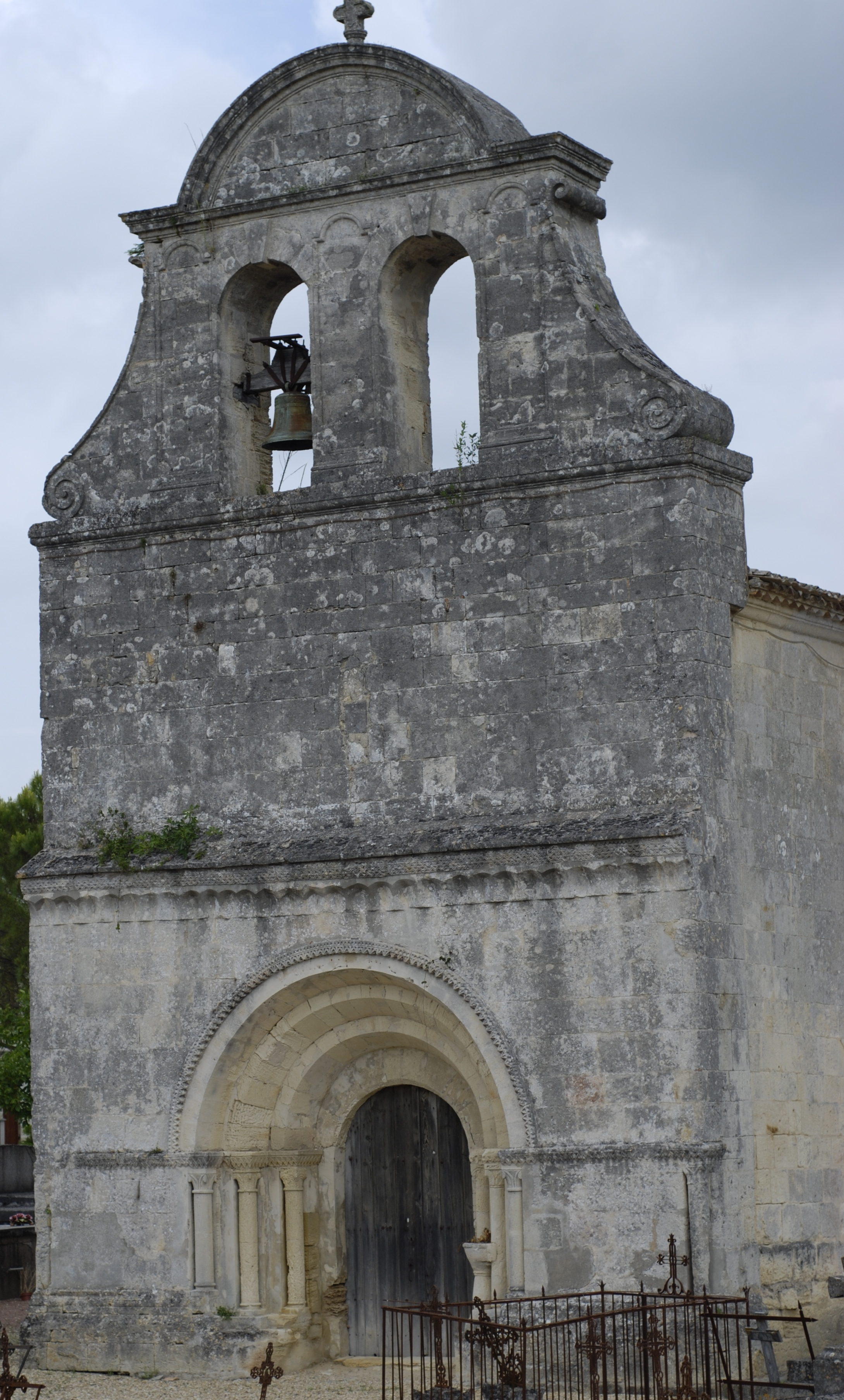
Détail de la façade.
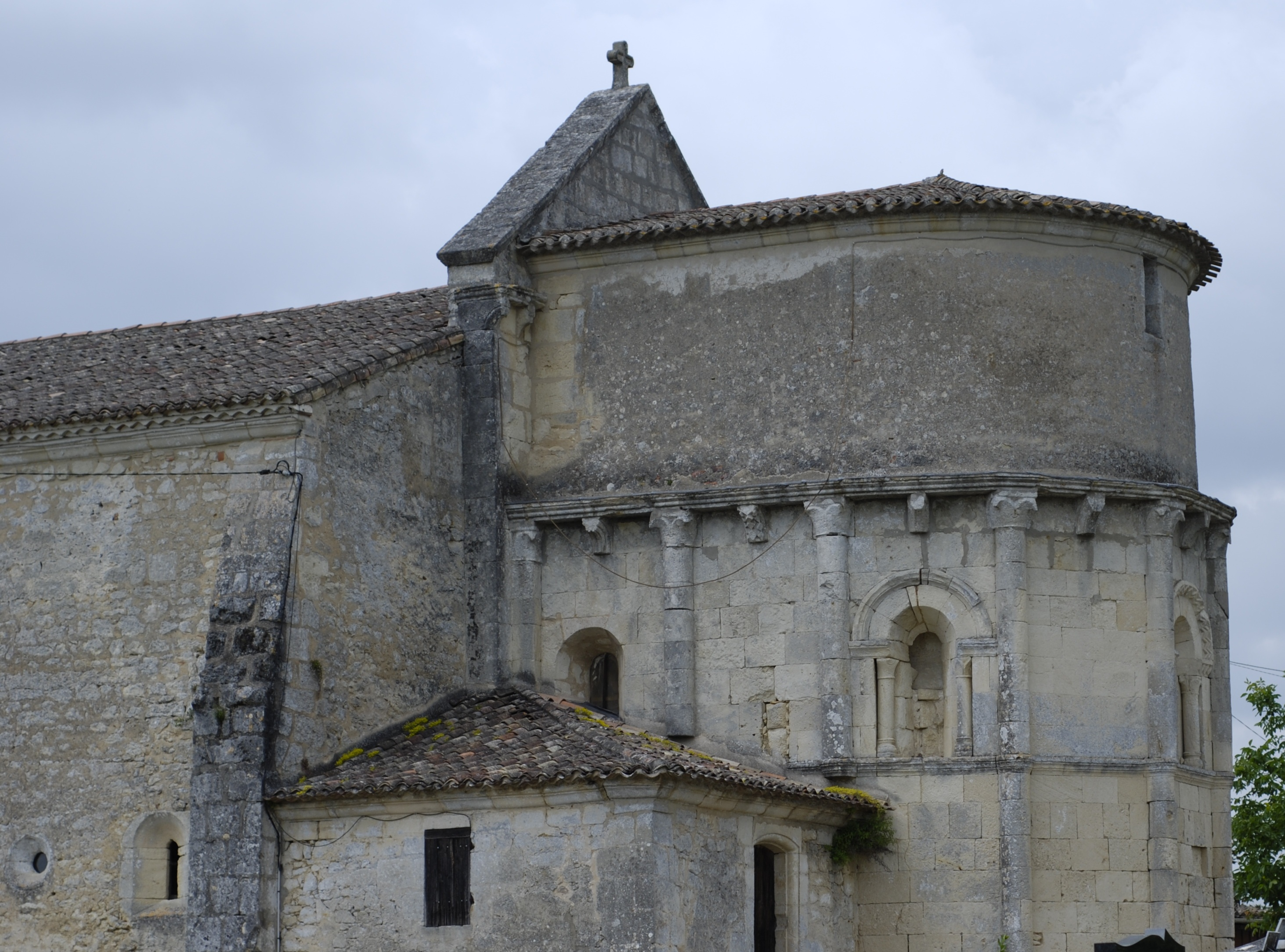
Détail du chœur.
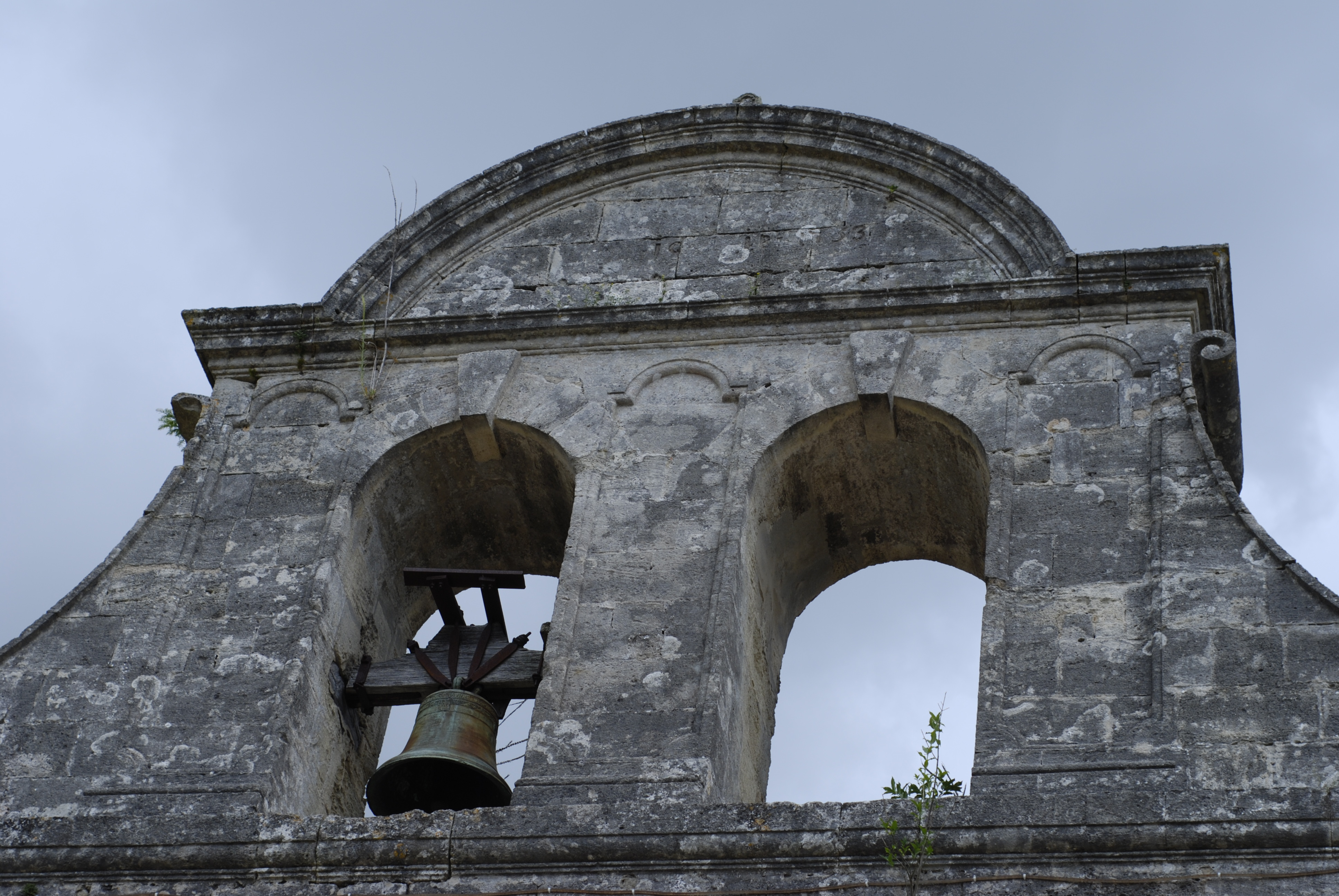
Détail du clocher roman.

Sur la façade sud de l'église on trouve une série de cadrans canoniaux.

Cadrans canoniaux sur l'église
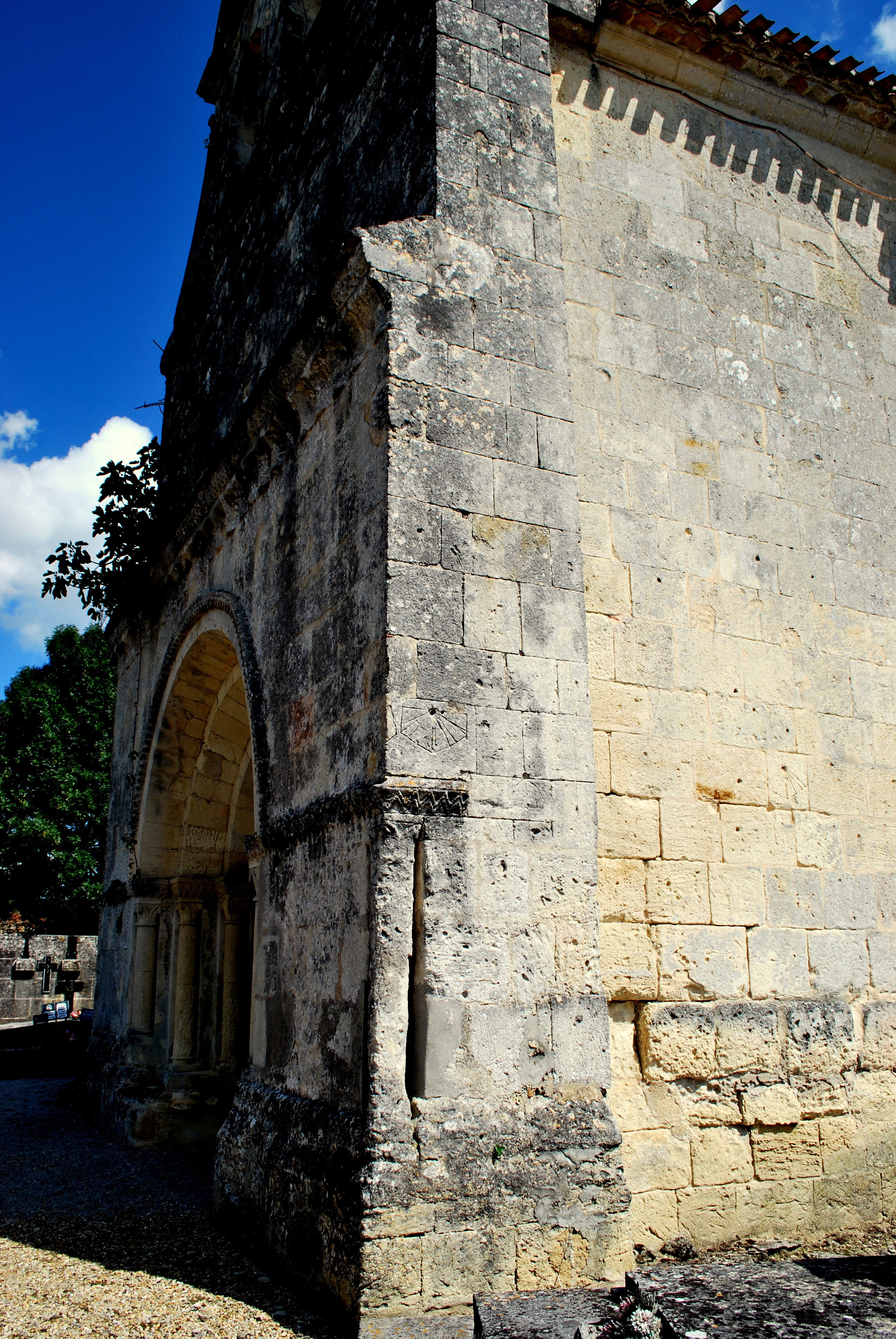
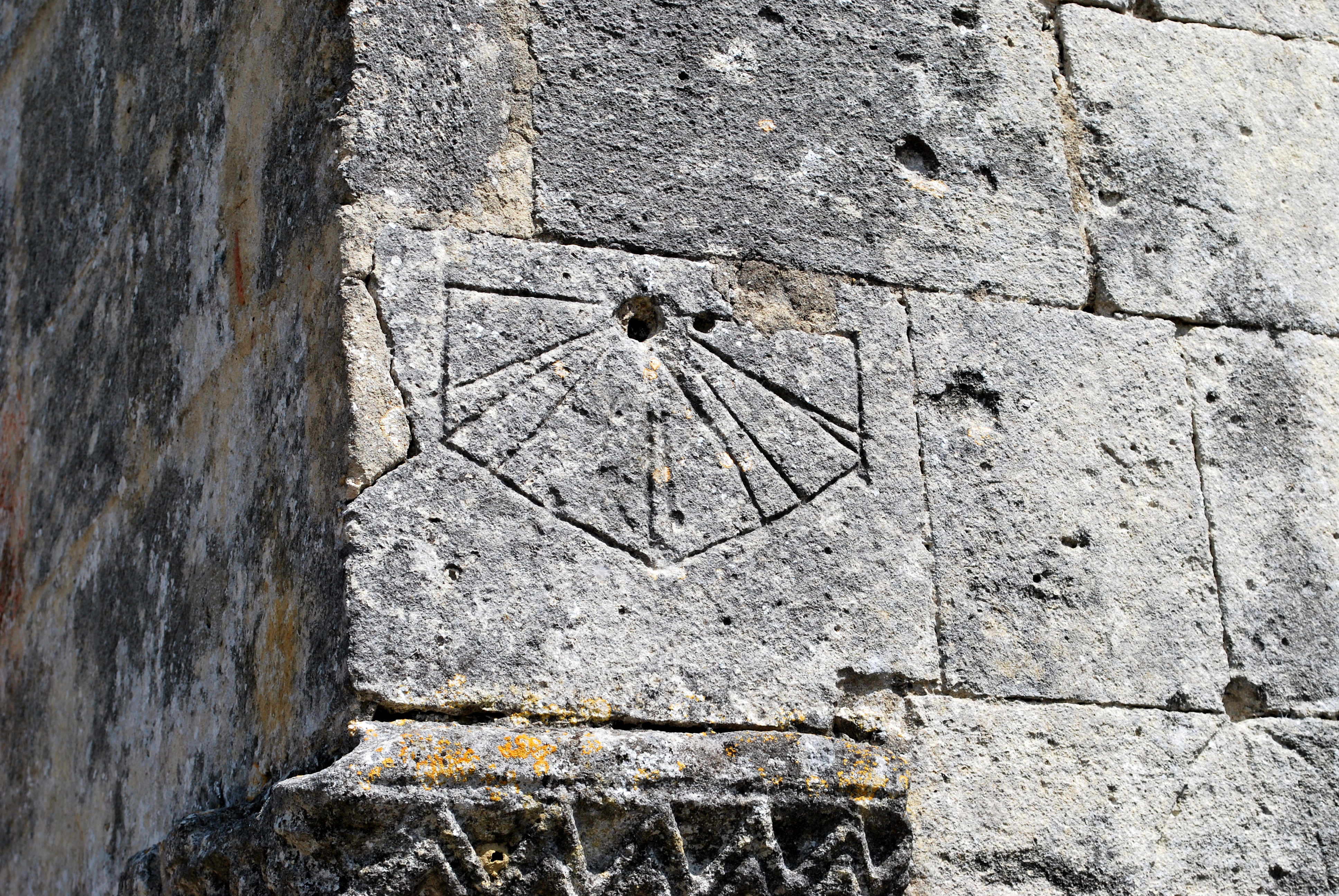
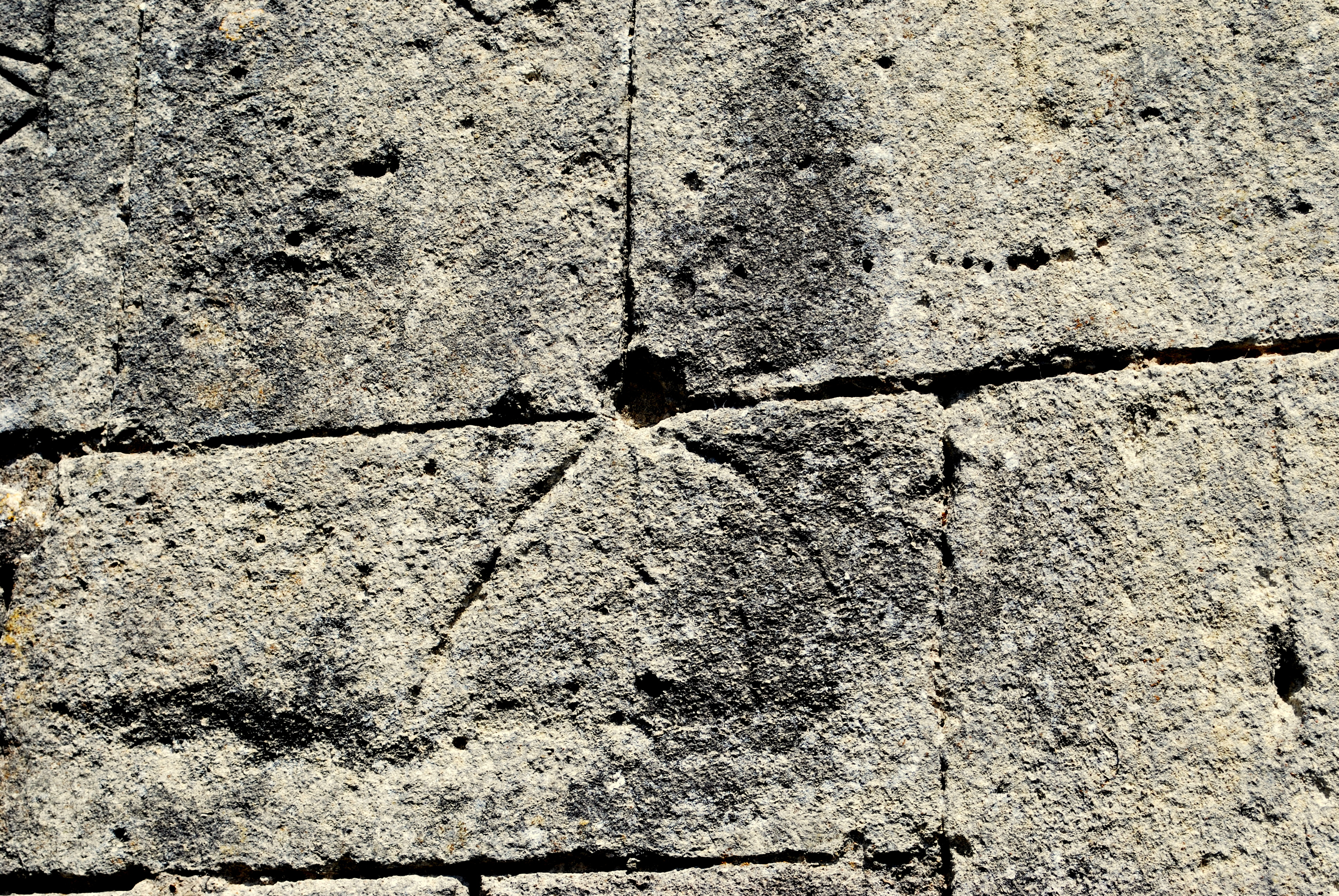
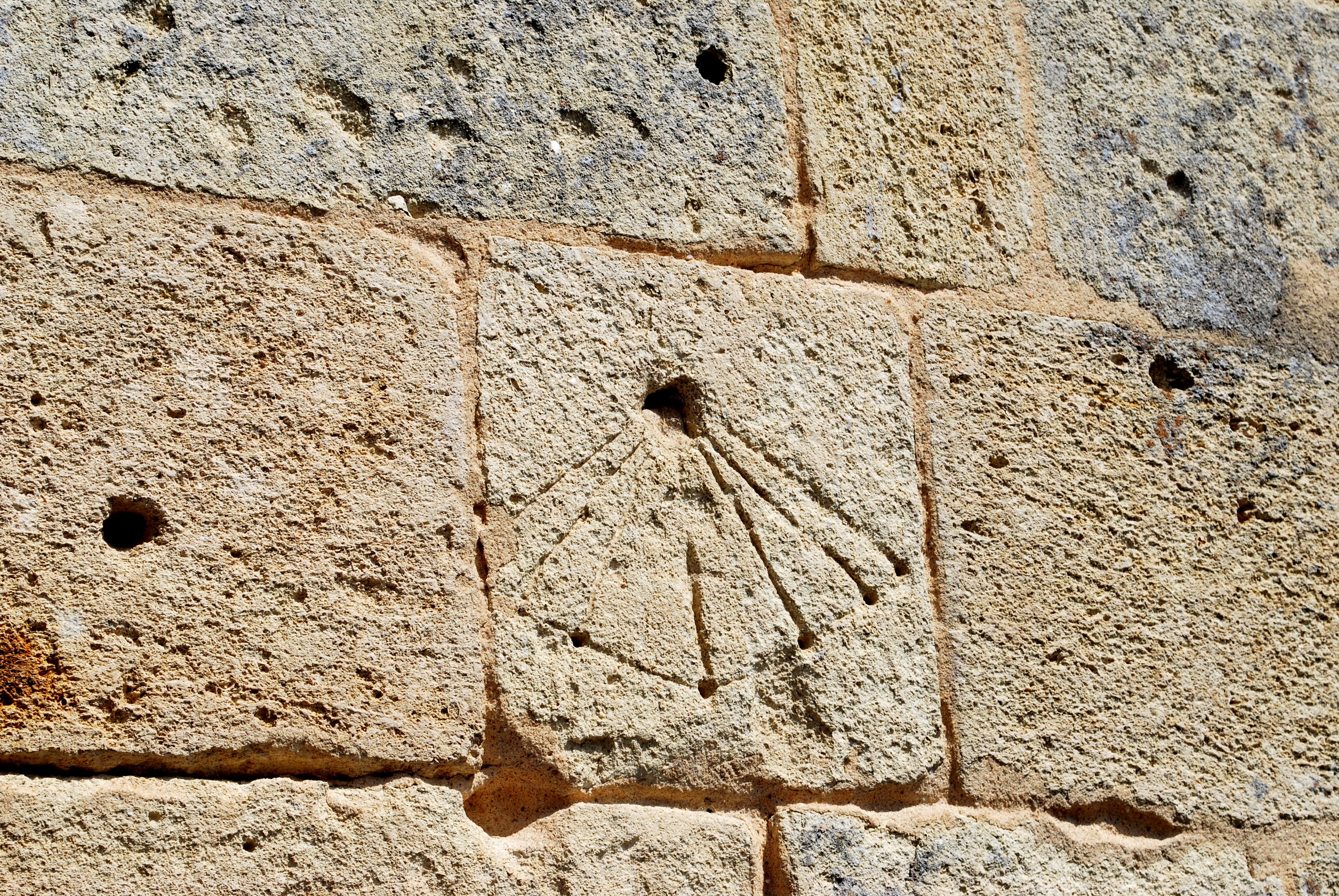
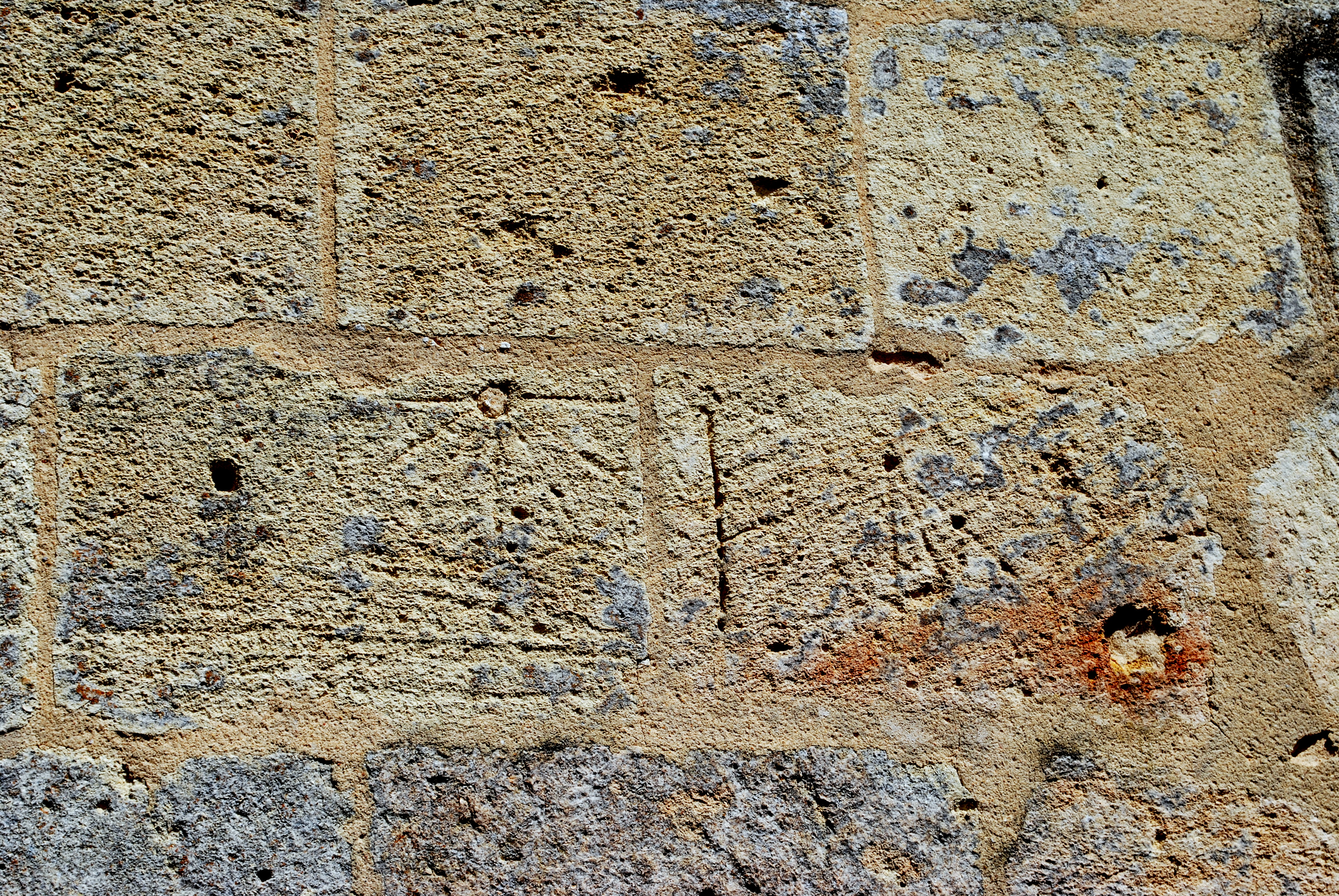
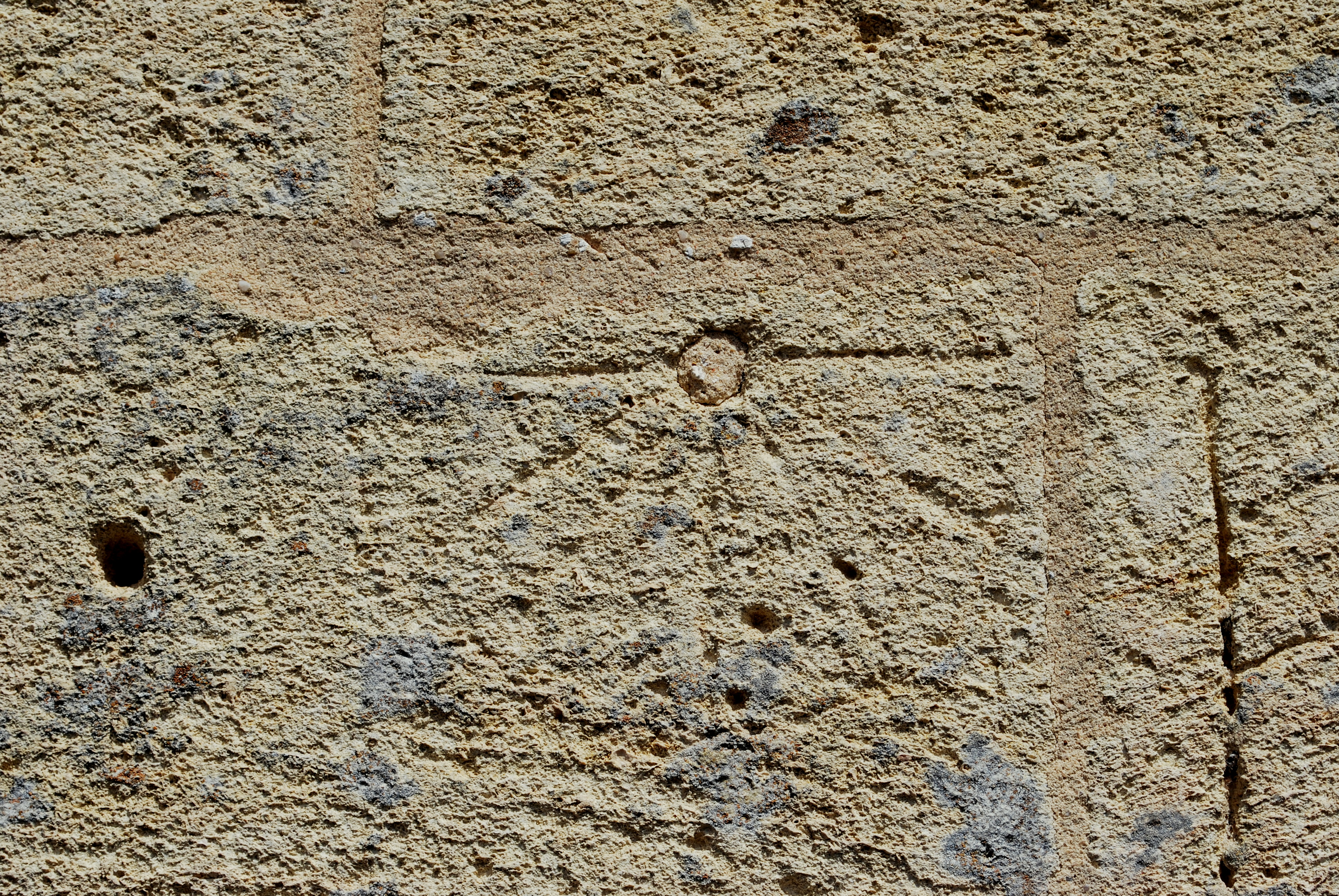

- Église Saint-Martin d'Aubie

C'est en 1272, comme en témoigne une pierre de fondation mise à jour lors de travaux de restauration, que les Templiers font édifier l'église d'Aubie.Comme sa voisine du prieuré d'Espessas, elle accueille de nombreux pèlerins qui se rendent à Saint-Jacques-de-Compostelle.
C'est une église romane qui a été retouchée et restaurée en 1878. L’église romane a trois nefs voûtées. Une des nefs est garnie et flanquée d'un bas-côté sud, de style gothique, ajouté au début du XVe siècle. Son chevet est du XIIIe siècle et éclairé par deux fenêtres et terminé en pignon ; le chevet est plat et voûté en étoile. La façade est percée d'une porte dont le fronton est orné d'une statue de la Vierge en pierre datant du XIVe siècle. La Vierge est classée Monument Historique à titre d'objet par arrêté du 6 avril 1970.

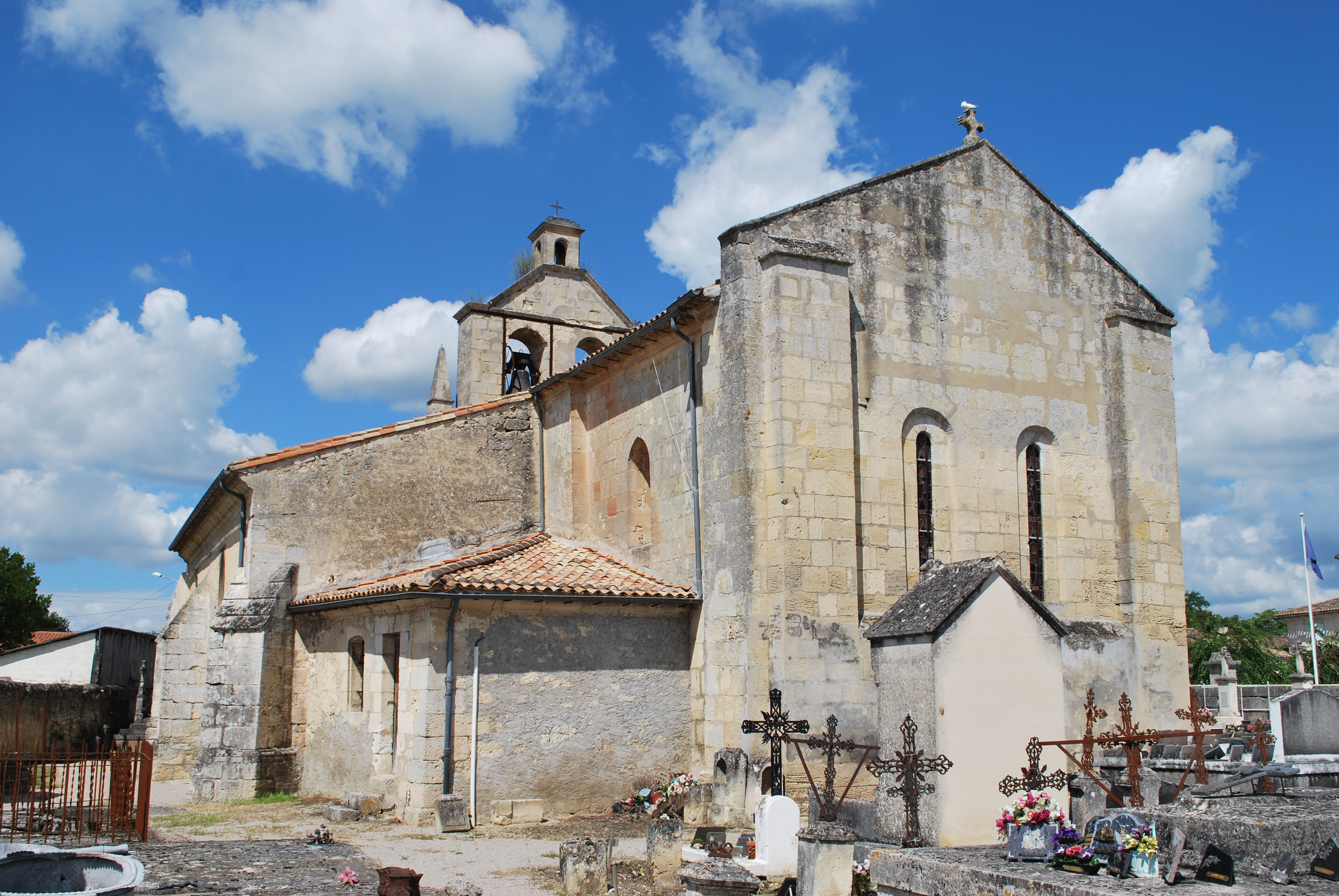
L'église Saint-Martin.
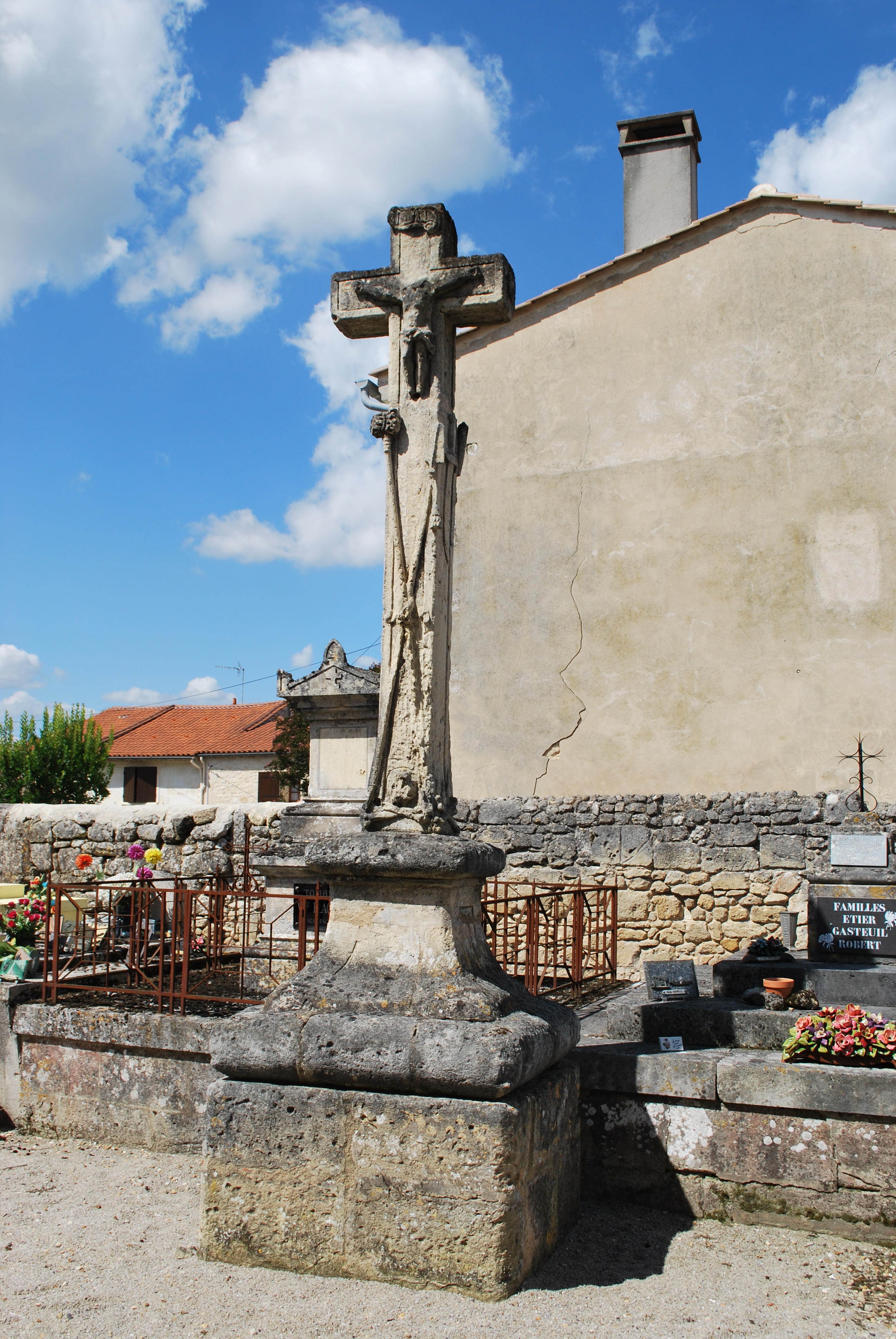
Croix de cimetière.
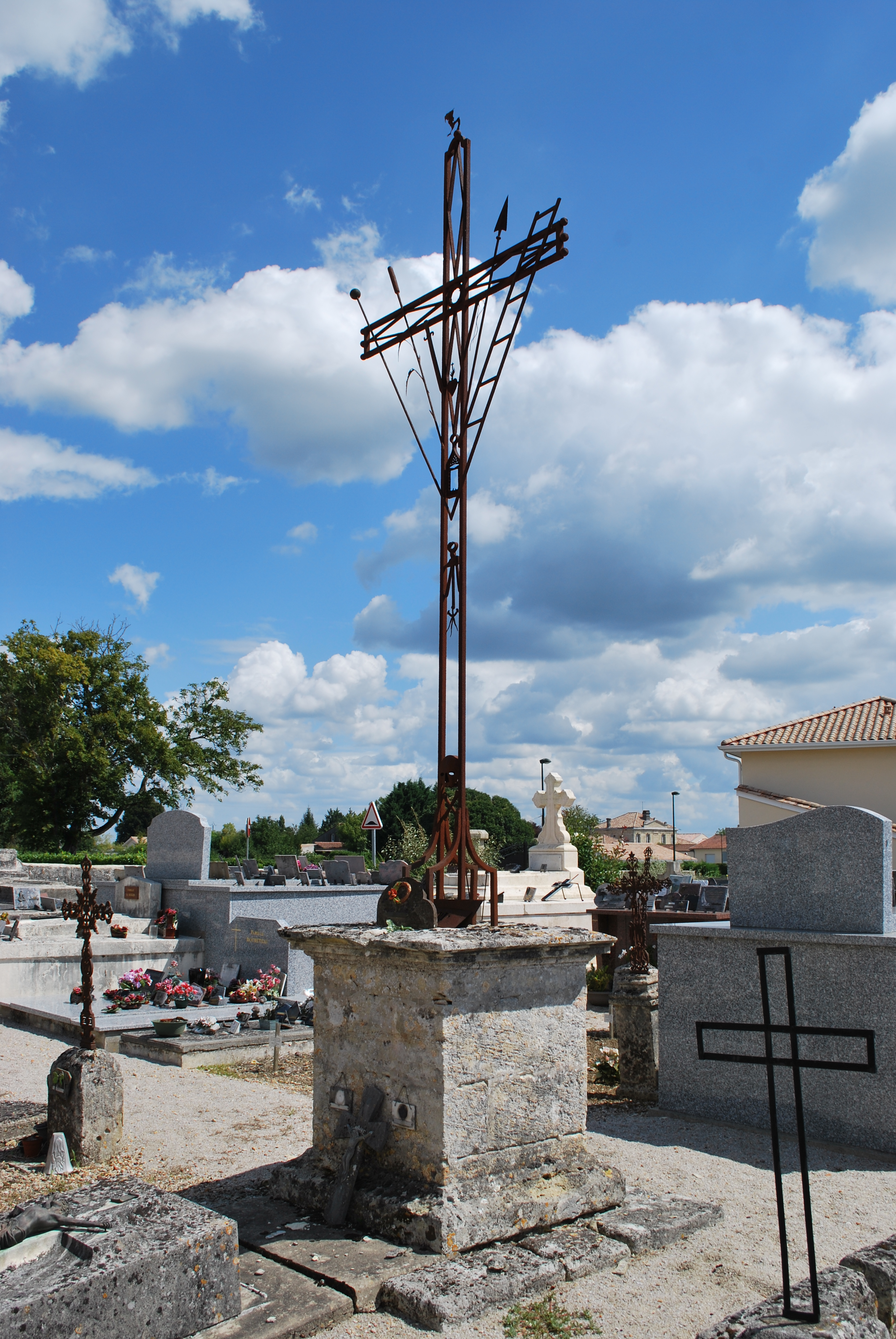
Croix de mission.

- Église Saint-Antoine d'Artiguelongue.

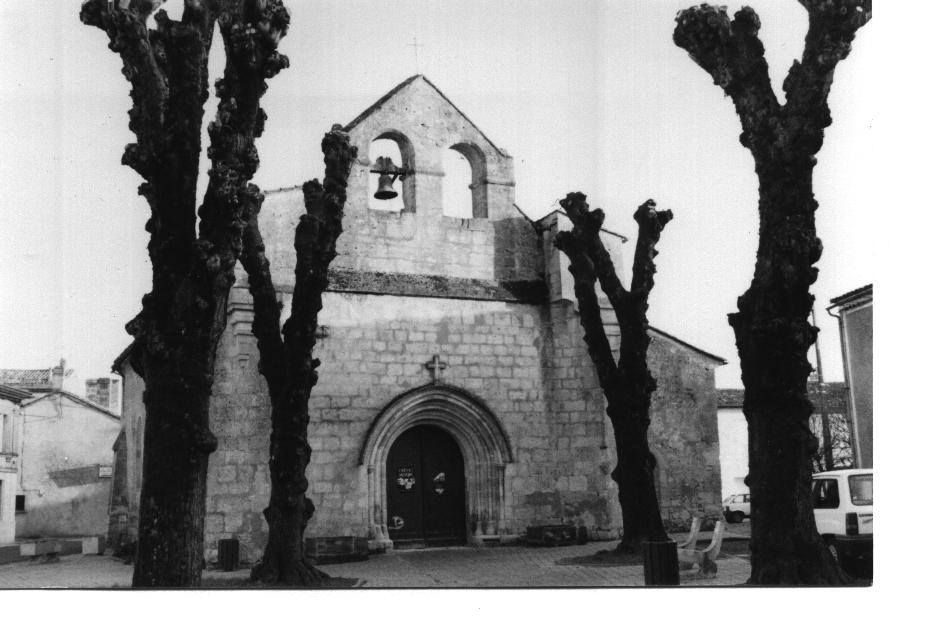
Fronton de l'église Saint-Antoine.
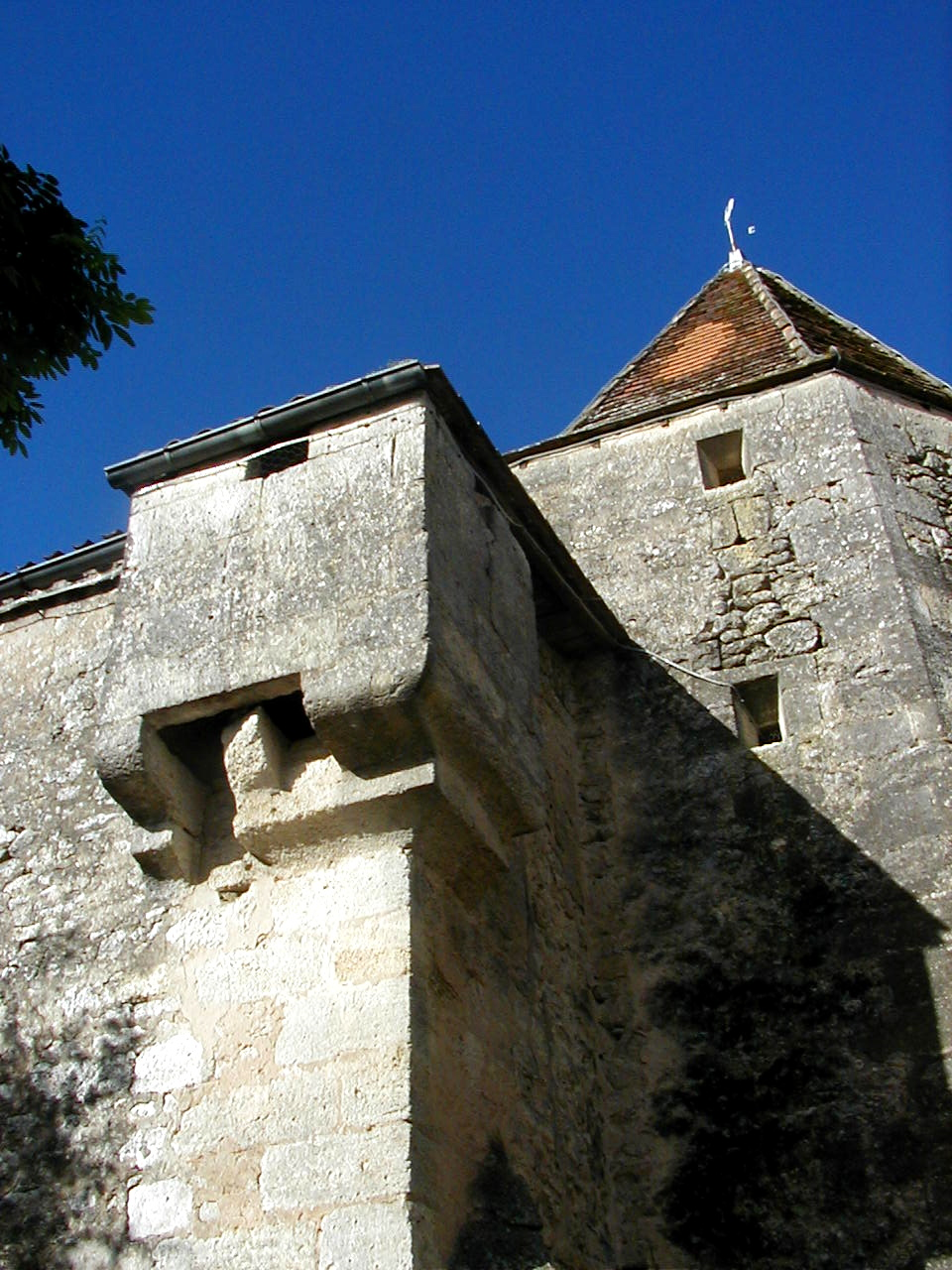
Échauguette.

- Château Buffaud

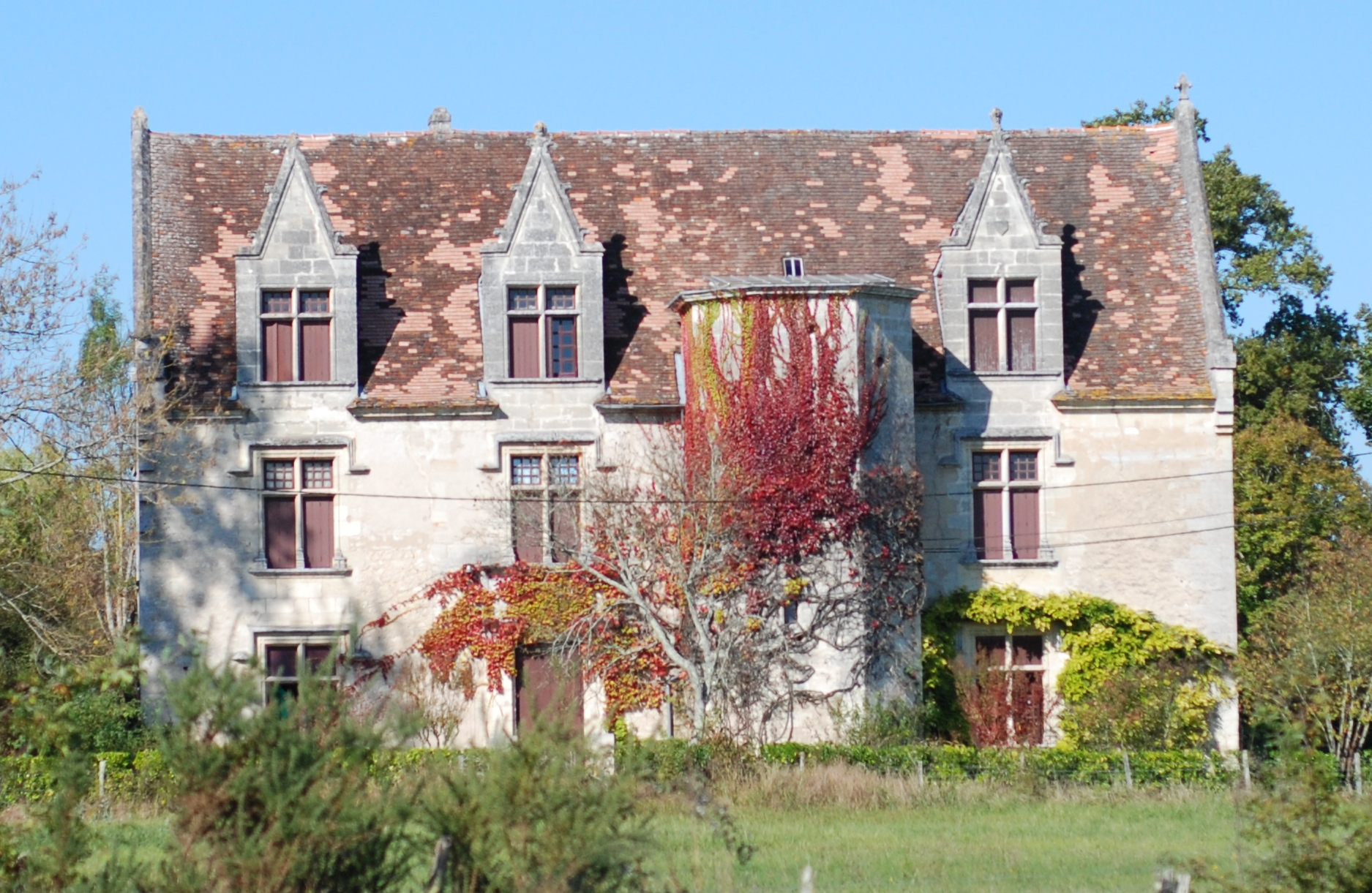
Le château Buffaud.

- Lavoir d'Espessas

Un lavoir, situé en contrebas de l'église, a été restauré récemment. Autour de l'église, des galeries ont été creusées pour l'extraction de la pierre calcaire.

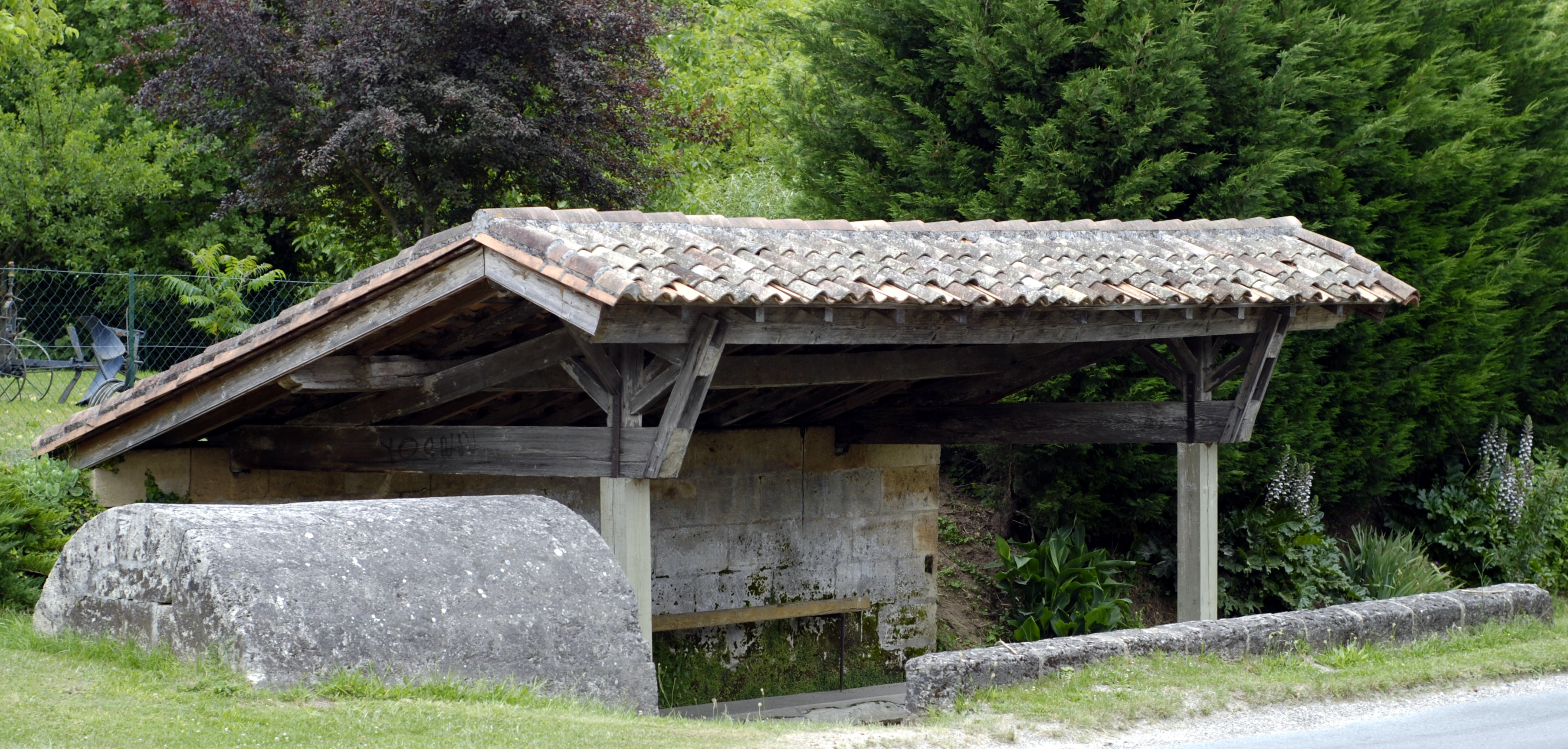
L'ancien lavoir.

### Personnalités liées à la commune
- André Goujas (1883-1950), né et décédé à Saint-Antoine, auteur, bibliophile, chroniqueur d'expression gasconne et gabaye, maire de Saint-Antoine de 1919 à 1945.
- Eymeric marquis du Mas de Paysac (1853-1925), conseiller d'arrondissement de Saint-André-de-Cubzac, propriétaire du château Buffaud.